# Centromerus valkanovi
Centromerus valkanovi är en spindelart som beskrevs av Christo Deltshev 1983. Centromerus valkanovi ingår i släktet Centromerus och familjen täckvävarspindlar.
Artens utbredningsområde är Bulgarien. Inga underarter finns listade i Catalogue of Life.